# Lea (imię)
Lea – imię żeńskie pochodzenia hebrajskiego wywodzące się od hebrajskiego słowa לְאָה (le'ah) oznaczającego „zmęczony”. Może mieć także związek z akadyjskim słowem littu oznaczającym „krowa”. W języku łacińskim oznacza „lwicę”. W Starym Testamencie Lea jest córką Labana i pierwszą żoną Jakuba. 
Imię rzadkie w Polsce. W styczniu 2025 r. w rejestrze PESEL, wśród publicznie dostępnych danych dotyczących osób żyjących, wykazano 2905 kobiet o imieniu Lea nadanym jako imię pierwsze. Najczęściej nadane jako imię pierwsze – Anna, nosi 1068330 kobiet. 
Lea imieniny obchodzi 22 marca, jako wspomnienie św. Lei, pobożnej wdowy, żyjącej w IV wieku.

## Kobiety o imieniu Lea
- Lea Michele − amerykańska aktorka i piosenkarka,
- Lea Koenig − izraelska aktorka,
- Léa Lemare – francuska skoczkini narciarska,
- Lea Massari − włoska aktorka,
- Leah Poulos (ur. 1951) – amerykańska łyżwiarka szybka, trzykrotna medalistka olimpijska i wielokrotna medalistka mistrzostw świata,
- Lea Rosh − niemiecka dziennikarka,
- Lea Sirk – słoweńska piosenkarka,
- Léa Sprunger – szwajcarska lekkoatletka.